# 117390 Stephanegendron
117390 Stephanegendron este o planetă minoră (asteroid) din centura de asteroizi. A fost descoperită pe 19 decembrie 2004 la Mount Lemmon⁠(d) de Mount Lemmon Survey⁠(d). 
Obiectul prezintă o orbită caracterizată de o semiaxă mare de 3,1883871345582 UAi, o excentricitate de 0,13, o înclinație de 1,2 ° în raport cu ecliptica.